# Glenea referens
Glenea referens là một loài bọ cánh cứng trong họ Cerambycidae.